# Taylor Haskins
Taylor Haskins (* 7. November 1971 in New Hampshire) ist ein US-amerikanischer Musiker (Trompete, Keyboard, Perkussion, Arrangement, Komposition) in den Bereichen Jazz, Filmmusik und Werbung.

## Leben und Wirken
Haskins lernte als Kind zunächst Klavierspiel und wechselte mit zehn Jahren zur Trompete. Frühe Vorbilder waren Miles Davis, Maynard Ferguson und Wynton Marsalis. Er studierte zunächst an der University of New Hampshire, um nach Erwerb des Bachelors 1995 nach New York zu ziehen und sein Studium an der Manhattan School of Music (u. a. bei Lew Soloff) fortzusetzen, wo er 1996 den Master erwarb. Daneben spielte er in den Bands von Maria Schneider und 15 Jahre mit Guillermo Kleins Band Los Gauchos. Neben seinen Aktivitäten im Jazzbereich ist Haskins seitdem in der Produktion kommerzieller Musik für Jingles, Fernsehen und Filme tätig, wie Roger Averys Killing Zoe (1993), Arlington Road (1999), Waking the Dead (2000), Die Mothman Prophezeiungen (2002) oder Sorry, Haters (2005). Er arbeitete außerdem mit Clark Terry, Helen Merrill, Peter Herborn (Large One, 1997) und der Dave Holland Big Band (Overtime, 2005). 2003 erschien auf Fresh Sound Records sein Debütalbum Wake Up Call. Seitdem legte er eine Reihe von Alben vor, bei denen Guillermo Klein, Ben Monder, Ben Street und Jeff Hirshfield mitwirkten. Haskins lebt und arbeitet in Brooklyn. 2014 wirkte er mit Tim Hagans und Brad Shepik beim Memorial Concert for Kenny Wheeler in der New Yorker Jazz Gallery mit.

## Diskographische Hinweise
- Wake Up Call (Fresh Sound, 2003)
- Metaview (Fresh Sound, 2006)
- American Dream (Sunnyside, 2010)
- Recombination (19/8 Records, 2010)